# Stamboom Astrid van Zweden
Dit is de stamboom van Astrid van Zweden (1905-1935).
| Stamboom Ingeborg van Denemarken (1870-1947)                                              | Stamboom Ingeborg van Denemarken (1870-1947)                                          | Stamboom Ingeborg van Denemarken (1870-1947)                                          | Stamboom Ingeborg van Denemarken (1870-1947)                                          | Stamboom Ingeborg van Denemarken (1870-1947)                                          | Stamboom Ingeborg van Denemarken (1870-1947)                                      | Stamboom Ingeborg van Denemarken (1870-1947)                                      | Stamboom Ingeborg van Denemarken (1870-1947)                                      | Stamboom Ingeborg van Denemarken (1870-1947)                                      | Stamboom Ingeborg van Denemarken (1870-1947)                                      | Stamboom Ingeborg van Denemarken (1870-1947)                                      | Stamboom Ingeborg van Denemarken (1870-1947)                                      | Stamboom Ingeborg van Denemarken (1870-1947)                                      | Stamboom Ingeborg van Denemarken (1870-1947)                                      | Stamboom Ingeborg van Denemarken (1870-1947)                                      | Stamboom Ingeborg van Denemarken (1870-1947)                                      | Stamboom Ingeborg van Denemarken (1870-1947)                                      | Stamboom Ingeborg van Denemarken (1870-1947)                                      | Stamboom Ingeborg van Denemarken (1870-1947)                                      | Stamboom Ingeborg van Denemarken (1870-1947)                                         | Stamboom Ingeborg van Denemarken (1870-1947)                                         | Stamboom Ingeborg van Denemarken (1870-1947)                                         | Stamboom Ingeborg van Denemarken (1870-1947)                                         | Stamboom Ingeborg van Denemarken (1870-1947)                                         | Stamboom Ingeborg van Denemarken (1870-1947)                                         | Stamboom Ingeborg van Denemarken (1870-1947)                                         | Stamboom Ingeborg van Denemarken (1870-1947)                                         | Stamboom Ingeborg van Denemarken (1870-1947)                                         | Stamboom Ingeborg van Denemarken (1870-1947)                                      | Stamboom Ingeborg van Denemarken (1870-1947)                                             | Stamboom Ingeborg van Denemarken (1870-1947)                                             | Stamboom Ingeborg van Denemarken (1870-1947)                                             | Stamboom Ingeborg van Denemarken (1870-1947)                                             | Stamboom Ingeborg van Denemarken (1870-1947)                                      | Stamboom Ingeborg van Denemarken (1870-1947)                                      | Stamboom Ingeborg van Denemarken (1870-1947)                                      | Stamboom Ingeborg van Denemarken (1870-1947)                                      |
| ----------------------------------------------------------------------------------------- | ------------------------------------------------------------------------------------- | ------------------------------------------------------------------------------------- | ------------------------------------------------------------------------------------- | ------------------------------------------------------------------------------------- | --------------------------------------------------------------------------------- | --------------------------------------------------------------------------------- | --------------------------------------------------------------------------------- | --------------------------------------------------------------------------------- | --------------------------------------------------------------------------------- | --------------------------------------------------------------------------------- | --------------------------------------------------------------------------------- | --------------------------------------------------------------------------------- | --------------------------------------------------------------------------------- | --------------------------------------------------------------------------------- | --------------------------------------------------------------------------------- | --------------------------------------------------------------------------------- | --------------------------------------------------------------------------------- | --------------------------------------------------------------------------------- | ------------------------------------------------------------------------------------ | ------------------------------------------------------------------------------------ | ------------------------------------------------------------------------------------ | ------------------------------------------------------------------------------------ | ------------------------------------------------------------------------------------ | ------------------------------------------------------------------------------------ | ------------------------------------------------------------------------------------ | ------------------------------------------------------------------------------------ | ------------------------------------------------------------------------------------ | --------------------------------------------------------------------------------- | ---------------------------------------------------------------------------------------- | ---------------------------------------------------------------------------------------- | ---------------------------------------------------------------------------------------- | ---------------------------------------------------------------------------------------- | --------------------------------------------------------------------------------- | --------------------------------------------------------------------------------- | --------------------------------------------------------------------------------- | --------------------------------------------------------------------------------- |
| Overgrootouders                                                                           | Oscar I van Zweden (1799-1859) x 1823 Josephine van Leuchtenberg (1807-1876)          | Oscar I van Zweden (1799-1859) x 1823 Josephine van Leuchtenberg (1807-1876)          | Oscar I van Zweden (1799-1859) x 1823 Josephine van Leuchtenberg (1807-1876)          | Oscar I van Zweden (1799-1859) x 1823 Josephine van Leuchtenberg (1807-1876)          | Oscar I van Zweden (1799-1859) x 1823 Josephine van Leuchtenberg (1807-1876)      | Oscar I van Zweden (1799-1859) x 1823 Josephine van Leuchtenberg (1807-1876)      | Oscar I van Zweden (1799-1859) x 1823 Josephine van Leuchtenberg (1807-1876)      | Oscar I van Zweden (1799-1859) x 1823 Josephine van Leuchtenberg (1807-1876)      | Oscar I van Zweden (1799-1859) x 1823 Josephine van Leuchtenberg (1807-1876)      | Willem van Nassau (1792-1839) x 1829 Pauline van Württemberg (1810-1856)          | Willem van Nassau (1792-1839) x 1829 Pauline van Württemberg (1810-1856)          | Willem van Nassau (1792-1839) x 1829 Pauline van Württemberg (1810-1856)          | Willem van Nassau (1792-1839) x 1829 Pauline van Württemberg (1810-1856)          | Willem van Nassau (1792-1839) x 1829 Pauline van Württemberg (1810-1856)          | Willem van Nassau (1792-1839) x 1829 Pauline van Württemberg (1810-1856)          | Willem van Nassau (1792-1839) x 1829 Pauline van Württemberg (1810-1856)          | Willem van Nassau (1792-1839) x 1829 Pauline van Württemberg (1810-1856)          | Willem van Nassau (1792-1839) x 1829 Pauline van Württemberg (1810-1856)          | Christiaan IX van Denemarken (1818-1906) x 1842 Louise van Hessen-Kassel (1817-1898) | Christiaan IX van Denemarken (1818-1906) x 1842 Louise van Hessen-Kassel (1817-1898) | Christiaan IX van Denemarken (1818-1906) x 1842 Louise van Hessen-Kassel (1817-1898) | Christiaan IX van Denemarken (1818-1906) x 1842 Louise van Hessen-Kassel (1817-1898) | Christiaan IX van Denemarken (1818-1906) x 1842 Louise van Hessen-Kassel (1817-1898) | Christiaan IX van Denemarken (1818-1906) x 1842 Louise van Hessen-Kassel (1817-1898) | Christiaan IX van Denemarken (1818-1906) x 1842 Louise van Hessen-Kassel (1817-1898) | Christiaan IX van Denemarken (1818-1906) x 1842 Louise van Hessen-Kassel (1817-1898) | Christiaan IX van Denemarken (1818-1906) x 1842 Louise van Hessen-Kassel (1817-1898) | Karel XV van Zweden (1826-1872) x 1850 Louise van Oranje-Nassau (1828-1871)       | Karel XV van Zweden (1826-1872) x 1850 Louise van Oranje-Nassau (1828-1871)              | Karel XV van Zweden (1826-1872) x 1850 Louise van Oranje-Nassau (1828-1871)              | Karel XV van Zweden (1826-1872) x 1850 Louise van Oranje-Nassau (1828-1871)              | Karel XV van Zweden (1826-1872) x 1850 Louise van Oranje-Nassau (1828-1871)              | Karel XV van Zweden (1826-1872) x 1850 Louise van Oranje-Nassau (1828-1871)       | Karel XV van Zweden (1826-1872) x 1850 Louise van Oranje-Nassau (1828-1871)       | Karel XV van Zweden (1826-1872) x 1850 Louise van Oranje-Nassau (1828-1871)       | Karel XV van Zweden (1826-1872) x 1850 Louise van Oranje-Nassau (1828-1871)       |
| Grootouders                                                                               | Oscar II van Zweden (1829-1907) x 1857 Sophia van Nassau (1836-1913)                  | Oscar II van Zweden (1829-1907) x 1857 Sophia van Nassau (1836-1913)                  | Oscar II van Zweden (1829-1907) x 1857 Sophia van Nassau (1836-1913)                  | Oscar II van Zweden (1829-1907) x 1857 Sophia van Nassau (1836-1913)                  | Oscar II van Zweden (1829-1907) x 1857 Sophia van Nassau (1836-1913)              | Oscar II van Zweden (1829-1907) x 1857 Sophia van Nassau (1836-1913)              | Oscar II van Zweden (1829-1907) x 1857 Sophia van Nassau (1836-1913)              | Oscar II van Zweden (1829-1907) x 1857 Sophia van Nassau (1836-1913)              | Oscar II van Zweden (1829-1907) x 1857 Sophia van Nassau (1836-1913)              | Oscar II van Zweden (1829-1907) x 1857 Sophia van Nassau (1836-1913)              | Oscar II van Zweden (1829-1907) x 1857 Sophia van Nassau (1836-1913)              | Oscar II van Zweden (1829-1907) x 1857 Sophia van Nassau (1836-1913)              | Oscar II van Zweden (1829-1907) x 1857 Sophia van Nassau (1836-1913)              | Oscar II van Zweden (1829-1907) x 1857 Sophia van Nassau (1836-1913)              | Oscar II van Zweden (1829-1907) x 1857 Sophia van Nassau (1836-1913)              | Oscar II van Zweden (1829-1907) x 1857 Sophia van Nassau (1836-1913)              | Oscar II van Zweden (1829-1907) x 1857 Sophia van Nassau (1836-1913)              | Oscar II van Zweden (1829-1907) x 1857 Sophia van Nassau (1836-1913)              | Frederik VIII van Denemarken (1843-1912) x 1869 Louise Bernadotte (1851-1926)        | Frederik VIII van Denemarken (1843-1912) x 1869 Louise Bernadotte (1851-1926)        | Frederik VIII van Denemarken (1843-1912) x 1869 Louise Bernadotte (1851-1926)        | Frederik VIII van Denemarken (1843-1912) x 1869 Louise Bernadotte (1851-1926)        | Frederik VIII van Denemarken (1843-1912) x 1869 Louise Bernadotte (1851-1926)        | Frederik VIII van Denemarken (1843-1912) x 1869 Louise Bernadotte (1851-1926)        | Frederik VIII van Denemarken (1843-1912) x 1869 Louise Bernadotte (1851-1926)        | Frederik VIII van Denemarken (1843-1912) x 1869 Louise Bernadotte (1851-1926)        | Frederik VIII van Denemarken (1843-1912) x 1869 Louise Bernadotte (1851-1926)        | Frederik VIII van Denemarken (1843-1912) x 1869 Louise Bernadotte (1851-1926)     | Frederik VIII van Denemarken (1843-1912) x 1869 Louise Bernadotte (1851-1926)            | Frederik VIII van Denemarken (1843-1912) x 1869 Louise Bernadotte (1851-1926)            | Frederik VIII van Denemarken (1843-1912) x 1869 Louise Bernadotte (1851-1926)            | Frederik VIII van Denemarken (1843-1912) x 1869 Louise Bernadotte (1851-1926)            | Frederik VIII van Denemarken (1843-1912) x 1869 Louise Bernadotte (1851-1926)     | Frederik VIII van Denemarken (1843-1912) x 1869 Louise Bernadotte (1851-1926)     | Frederik VIII van Denemarken (1843-1912) x 1869 Louise Bernadotte (1851-1926)     | Frederik VIII van Denemarken (1843-1912) x 1869 Louise Bernadotte (1851-1926)     |
| Ouders                                                                                    | Karel van Zweden (1861-1951) x 1897 Ingeborg Charlotte van Denemarken (1878-1958)     | Karel van Zweden (1861-1951) x 1897 Ingeborg Charlotte van Denemarken (1878-1958)     | Karel van Zweden (1861-1951) x 1897 Ingeborg Charlotte van Denemarken (1878-1958)     | Karel van Zweden (1861-1951) x 1897 Ingeborg Charlotte van Denemarken (1878-1958)     | Karel van Zweden (1861-1951) x 1897 Ingeborg Charlotte van Denemarken (1878-1958) | Karel van Zweden (1861-1951) x 1897 Ingeborg Charlotte van Denemarken (1878-1958) | Karel van Zweden (1861-1951) x 1897 Ingeborg Charlotte van Denemarken (1878-1958) | Karel van Zweden (1861-1951) x 1897 Ingeborg Charlotte van Denemarken (1878-1958) | Karel van Zweden (1861-1951) x 1897 Ingeborg Charlotte van Denemarken (1878-1958) | Karel van Zweden (1861-1951) x 1897 Ingeborg Charlotte van Denemarken (1878-1958) | Karel van Zweden (1861-1951) x 1897 Ingeborg Charlotte van Denemarken (1878-1958) | Karel van Zweden (1861-1951) x 1897 Ingeborg Charlotte van Denemarken (1878-1958) | Karel van Zweden (1861-1951) x 1897 Ingeborg Charlotte van Denemarken (1878-1958) | Karel van Zweden (1861-1951) x 1897 Ingeborg Charlotte van Denemarken (1878-1958) | Karel van Zweden (1861-1951) x 1897 Ingeborg Charlotte van Denemarken (1878-1958) | Karel van Zweden (1861-1951) x 1897 Ingeborg Charlotte van Denemarken (1878-1958) | Karel van Zweden (1861-1951) x 1897 Ingeborg Charlotte van Denemarken (1878-1958) | Karel van Zweden (1861-1951) x 1897 Ingeborg Charlotte van Denemarken (1878-1958) | Karel van Zweden (1861-1951) x 1897 Ingeborg Charlotte van Denemarken (1878-1958)    | Karel van Zweden (1861-1951) x 1897 Ingeborg Charlotte van Denemarken (1878-1958)    | Karel van Zweden (1861-1951) x 1897 Ingeborg Charlotte van Denemarken (1878-1958)    | Karel van Zweden (1861-1951) x 1897 Ingeborg Charlotte van Denemarken (1878-1958)    | Karel van Zweden (1861-1951) x 1897 Ingeborg Charlotte van Denemarken (1878-1958)    | Karel van Zweden (1861-1951) x 1897 Ingeborg Charlotte van Denemarken (1878-1958)    | Karel van Zweden (1861-1951) x 1897 Ingeborg Charlotte van Denemarken (1878-1958)    | Karel van Zweden (1861-1951) x 1897 Ingeborg Charlotte van Denemarken (1878-1958)    | Karel van Zweden (1861-1951) x 1897 Ingeborg Charlotte van Denemarken (1878-1958)    | Karel van Zweden (1861-1951) x 1897 Ingeborg Charlotte van Denemarken (1878-1958) | Karel van Zweden (1861-1951) x 1897 Ingeborg Charlotte van Denemarken (1878-1958)        | Karel van Zweden (1861-1951) x 1897 Ingeborg Charlotte van Denemarken (1878-1958)        | Karel van Zweden (1861-1951) x 1897 Ingeborg Charlotte van Denemarken (1878-1958)        | Karel van Zweden (1861-1951) x 1897 Ingeborg Charlotte van Denemarken (1878-1958)        | Karel van Zweden (1861-1951) x 1897 Ingeborg Charlotte van Denemarken (1878-1958) | Karel van Zweden (1861-1951) x 1897 Ingeborg Charlotte van Denemarken (1878-1958) | Karel van Zweden (1861-1951) x 1897 Ingeborg Charlotte van Denemarken (1878-1958) | Karel van Zweden (1861-1951) x 1897 Ingeborg Charlotte van Denemarken (1878-1958) |
| Astrid van Zweden (1905-1935) x 1926 Leopold III van België (1901-1983) Koning der Belgen |                                                                                       |                                                                                       |                                                                                       |                                                                                       |                                                                                   |                                                                                   |                                                                                   |                                                                                   |                                                                                   |                                                                                   |                                                                                   |                                                                                   |                                                                                   |                                                                                   |                                                                                   |                                                                                   |                                                                                   |                                                                                   |                                                                                      |                                                                                      |                                                                                      |                                                                                      |                                                                                      |                                                                                      |                                                                                      |                                                                                      |                                                                                      |                                                                                   |                                                                                          |                                                                                          |                                                                                          |                                                                                          |                                                                                   |                                                                                   |                                                                                   |                                                                                   |
| Kinderen                                                                                  | Josephine (1927–2005) x 1953 Jan van Luxemburg (1921) Groothertog van Luxemburg       | Josephine (1927–2005) x 1953 Jan van Luxemburg (1921) Groothertog van Luxemburg       | Josephine (1927–2005) x 1953 Jan van Luxemburg (1921) Groothertog van Luxemburg       | Josephine (1927–2005) x 1953 Jan van Luxemburg (1921) Groothertog van Luxemburg       | Josephine (1927–2005) x 1953 Jan van Luxemburg (1921) Groothertog van Luxemburg   | Josephine (1927–2005) x 1953 Jan van Luxemburg (1921) Groothertog van Luxemburg   | Josephine (1927–2005) x 1953 Jan van Luxemburg (1921) Groothertog van Luxemburg   | Josephine (1927–2005) x 1953 Jan van Luxemburg (1921) Groothertog van Luxemburg   | Josephine (1927–2005) x 1953 Jan van Luxemburg (1921) Groothertog van Luxemburg   | Josephine (1927–2005) x 1953 Jan van Luxemburg (1921) Groothertog van Luxemburg   | Josephine (1927–2005) x 1953 Jan van Luxemburg (1921) Groothertog van Luxemburg   | Josephine (1927–2005) x 1953 Jan van Luxemburg (1921) Groothertog van Luxemburg   | Josephine (1927–2005) x 1953 Jan van Luxemburg (1921) Groothertog van Luxemburg   | Josephine (1927–2005) x 1953 Jan van Luxemburg (1921) Groothertog van Luxemburg   | Josephine (1927–2005) x 1953 Jan van Luxemburg (1921) Groothertog van Luxemburg   | Josephine (1927–2005) x 1953 Jan van Luxemburg (1921) Groothertog van Luxemburg   | Josephine (1927–2005) x 1953 Jan van Luxemburg (1921) Groothertog van Luxemburg   | Josephine (1927–2005) x 1953 Jan van Luxemburg (1921) Groothertog van Luxemburg   | Josephine (1927–2005) x 1953 Jan van Luxemburg (1921) Groothertog van Luxemburg      | Josephine (1927–2005) x 1953 Jan van Luxemburg (1921) Groothertog van Luxemburg      | Boudewijn I (1930–1993) Koning der Belgen x 1960 Fabiola Mora y Aragón (1928)        | Boudewijn I (1930–1993) Koning der Belgen x 1960 Fabiola Mora y Aragón (1928)        | Boudewijn I (1930–1993) Koning der Belgen x 1960 Fabiola Mora y Aragón (1928)        | Boudewijn I (1930–1993) Koning der Belgen x 1960 Fabiola Mora y Aragón (1928)        | Albert II (1934) Koning der Belgen x 1959 Paola Ruffo di Calabria (1937)             | Albert II (1934) Koning der Belgen x 1959 Paola Ruffo di Calabria (1937)             | Albert II (1934) Koning der Belgen x 1959 Paola Ruffo di Calabria (1937)             | Albert II (1934) Koning der Belgen x 1959 Paola Ruffo di Calabria (1937)          | Albert II (1934) Koning der Belgen x 1959 Paola Ruffo di Calabria (1937)                 | Albert II (1934) Koning der Belgen x 1959 Paola Ruffo di Calabria (1937)                 | Albert II (1934) Koning der Belgen x 1959 Paola Ruffo di Calabria (1937)                 | Albert II (1934) Koning der Belgen x 1959 Paola Ruffo di Calabria (1937)                 | Albert II (1934) Koning der Belgen x 1959 Paola Ruffo di Calabria (1937)          | Albert II (1934) Koning der Belgen x 1959 Paola Ruffo di Calabria (1937)          | Albert II (1934) Koning der Belgen x 1959 Paola Ruffo di Calabria (1937)          | Albert II (1934) Koning der Belgen x 1959 Paola Ruffo di Calabria (1937)          |
| Kleinkinderen                                                                             | Marie Astrid (1954) x 1982 Carl Christian van Oostenrijk (1954)                       | Marie Astrid (1954) x 1982 Carl Christian van Oostenrijk (1954)                       | Marie Astrid (1954) x 1982 Carl Christian van Oostenrijk (1954)                       | Marie Astrid (1954) x 1982 Carl Christian van Oostenrijk (1954)                       | Hendrik (1955) Groothertog van Luxemburg x 1981 Maria Teresa Mestre (1956)        | Hendrik (1955) Groothertog van Luxemburg x 1981 Maria Teresa Mestre (1956)        | Hendrik (1955) Groothertog van Luxemburg x 1981 Maria Teresa Mestre (1956)        | Hendrik (1955) Groothertog van Luxemburg x 1981 Maria Teresa Mestre (1956)        | Jan (1957) x 1987 Helene Vestur (1957)                                            | Jan (1957) x 1987 Helene Vestur (1957)                                            | Jan (1957) x 1987 Helene Vestur (1957)                                            | Jan (1957) x 1987 Helene Vestur (1957)                                            | Margaretha (1957) x 1982 Nicolaas van Liechtenstein (1947)                        | Margaretha (1957) x 1982 Nicolaas van Liechtenstein (1947)                        | Margaretha (1957) x 1982 Nicolaas van Liechtenstein (1947)                        | Margaretha (1957) x 1982 Nicolaas van Liechtenstein (1947)                        | Guillaume (1963) x 1994 Sibilla Weiller (1968)                                    | Guillaume (1963) x 1994 Sibilla Weiller (1968)                                    | Guillaume (1963) x 1994 Sibilla Weiller (1968)                                       | Guillaume (1963) x 1994 Sibilla Weiller (1968)                                       | -                                                                                    | -                                                                                    | -                                                                                    | -                                                                                    | Filip (1960) Koning der Belgen x 1999 Mathilde d'Udekem d'Acoz (1973)                | Filip (1960) Koning der Belgen x 1999 Mathilde d'Udekem d'Acoz (1973)                | Filip (1960) Koning der Belgen x 1999 Mathilde d'Udekem d'Acoz (1973)                | Filip (1960) Koning der Belgen x 1999 Mathilde d'Udekem d'Acoz (1973)             | Astrid (1962) x 1984 Lorenz van Oostenrijk-Este (1955)                                   | Astrid (1962) x 1984 Lorenz van Oostenrijk-Este (1955)                                   | Astrid (1962) x 1984 Lorenz van Oostenrijk-Este (1955)                                   | Astrid (1962) x 1984 Lorenz van Oostenrijk-Este (1955)                                   | Laurent (1963) x 2003 Claire Coombs (1974)                                        | Laurent (1963) x 2003 Claire Coombs (1974)                                        | Laurent (1963) x 2003 Claire Coombs (1974)                                        | Laurent (1963) x 2003 Claire Coombs (1974)                                        |
| Achterkleinkinderen                                                                       | Marie Christine (1983) Imre (1985) Christoph (1988) Alexander (1990) Gabriella (1994) | Marie Christine (1983) Imre (1985) Christoph (1988) Alexander (1990) Gabriella (1994) | Marie Christine (1983) Imre (1985) Christoph (1988) Alexander (1990) Gabriella (1994) | Marie Christine (1983) Imre (1985) Christoph (1988) Alexander (1990) Gabriella (1994) | Willem (1981) Félix (1984) Louis (1986) Alexandra (1991) Sébastien (1992)         | Willem (1981) Félix (1984) Louis (1986) Alexandra (1991) Sébastien (1992)         | Willem (1981) Félix (1984) Louis (1986) Alexandra (1991) Sébastien (1992)         | Willem (1981) Félix (1984) Louis (1986) Alexandra (1991) Sébastien (1992)         | Marie Gabrielle (1986) Constantin (1988) Wenceslas (1990) Carl Johan (1992)       | Marie Gabrielle (1986) Constantin (1988) Wenceslas (1990) Carl Johan (1992)       | Marie Gabrielle (1986) Constantin (1988) Wenceslas (1990) Carl Johan (1992)       | Marie Gabrielle (1986) Constantin (1988) Wenceslas (1990) Carl Johan (1992)       | Leopold (1984) Maria Annonciata (1985) Maria Astrid (1987) Josef Emanuel (1989)   | Leopold (1984) Maria Annonciata (1985) Maria Astrid (1987) Josef Emanuel (1989)   | Leopold (1984) Maria Annonciata (1985) Maria Astrid (1987) Josef Emanuel (1989)   | Leopold (1984) Maria Annonciata (1985) Maria Astrid (1987) Josef Emanuel (1989)   | Paul Louis (1998) Leopold (2000) Charlotte (2000) Jean André (2004)               | Paul Louis (1998) Leopold (2000) Charlotte (2000) Jean André (2004)               | Paul Louis (1998) Leopold (2000) Charlotte (2000) Jean André (2004)                  | Paul Louis (1998) Leopold (2000) Charlotte (2000) Jean André (2004)                  | -                                                                                    | -                                                                                    | -                                                                                    | -                                                                                    | Elisabeth (2001) Gabriël (2003) Emmanuel (2005) Eléonore (2008)                      | Elisabeth (2001) Gabriël (2003) Emmanuel (2005) Eléonore (2008)                      | Elisabeth (2001) Gabriël (2003) Emmanuel (2005) Eléonore (2008)                      | Elisabeth (2001) Gabriël (2003) Emmanuel (2005) Eléonore (2008)                   | Amedeo (1986) Maria Laura (1988) Joachim (1991) Luisa Maria (1995) Laetitia Maria (2003) | Amedeo (1986) Maria Laura (1988) Joachim (1991) Luisa Maria (1995) Laetitia Maria (2003) | Amedeo (1986) Maria Laura (1988) Joachim (1991) Luisa Maria (1995) Laetitia Maria (2003) | Amedeo (1986) Maria Laura (1988) Joachim (1991) Luisa Maria (1995) Laetitia Maria (2003) | Louise (2004) Nicolas (2005) Aymeric (2005)                                       | Louise (2004) Nicolas (2005) Aymeric (2005)                                       | Louise (2004) Nicolas (2005) Aymeric (2005)                                       | Louise (2004) Nicolas (2005) Aymeric (2005)                                       |